# Maggia
Maggia is een gemeente en plaats in het Zwitserse kanton Ticino aan de rivier de Maggia. Maggia maakt deel uit van het district Vallemaggia.
Maggia telt 2.354 inwoners.